# Stockton Challenger
Lo Stockton Challenger è stato un torneo professionistico maschile e femminile di tennis giocato sul cemento. Faceva parte dell'ATP Challenger Tour e dell'ITF Women's Circuit e si teneva annualmente all'Eve Zimmerman Tennis Center di Stockton negli Stati Uniti. Inaugurato nel 2015 come torneo femminile, a partire dall'edizione 2016 si giocano sia i tornei femminili che quelli maschili.

## Albo d'oro

### Singolare maschile
| Anno | Campione       | Finalista    | Punteggio |
| ---- | -------------- | ------------ | --------- |
| 2018 | Lloyd Harris   | Marc Polmans | 6–2, 6–2  |
| 2017 | Cameron Norrie | Darian King  | 6–1, 6–3  |
| 2016 | Frances Tiafoe | Noah Rubin   | 6–4, 6–2  |

### Doppio maschile
| Anno | Campioni                   | Finalisti                              | Punteggio        |
| ---- | -------------------------- | -------------------------------------- | ---------------- |
| 2018 | Darian King Noah Rubin     | Sanchai Ratiwatana Christopher Rungkat | 6–3, 6–4         |
| 2017 | Brydan Klein Joe Salisbury | Denis Kudla Miķelis Lībietis           | 6–2, 6–4         |
| 2016 | Brian Baker Samuel Groth   | Matt Reid John-Patrick Smith           | 6–2, 4–6, [10–2] |

### Singolare femminile
| Anno | Campione            | Finalista            | Punteggio     |
| ---- | ------------------- | -------------------- | ------------- |
| 2018 | Madison Brengle     | Danielle Lao         | 7–5, 7–6(10)  |
| 2017 | Sofia Kenin         | Ashley Kratzer       | 6–0, 6–1      |
| 2016 | Alison Van Uytvanck | Anastasia Pivovarova | 6–3, 3–6, 6–2 |
| 2015 | Nao Hibino          | An-Sophie Mestach    | 6–1, 7–6(6)   |

### Doppio femminile
| Anno | Campioni                              | Finalisti                       | Punteggio        |
| ---- | ------------------------------------- | ------------------------------- | ---------------- |
| 2018 | Hayley Carter Ena Shibahara           | Quinn Gleason Luisa Stefani     | 7–5, 5–7, [10–7] |
| 2017 | Usue Maitane Arconada Sofia Kenin     | Tammi Patterson Chanel Simmonds | 4–6, 6–1, [10–5] |
| 2016 | Kristýna Plíšková Alison Van Uytvanck | Robin Anderson Maegan Manasse   | 6–2, 6–3         |
| 2015 | Jamie Loeb Sanaz Marand               | Kaitlyn Christian Danielle Lao  | 6–3, 6–4         |